# Política

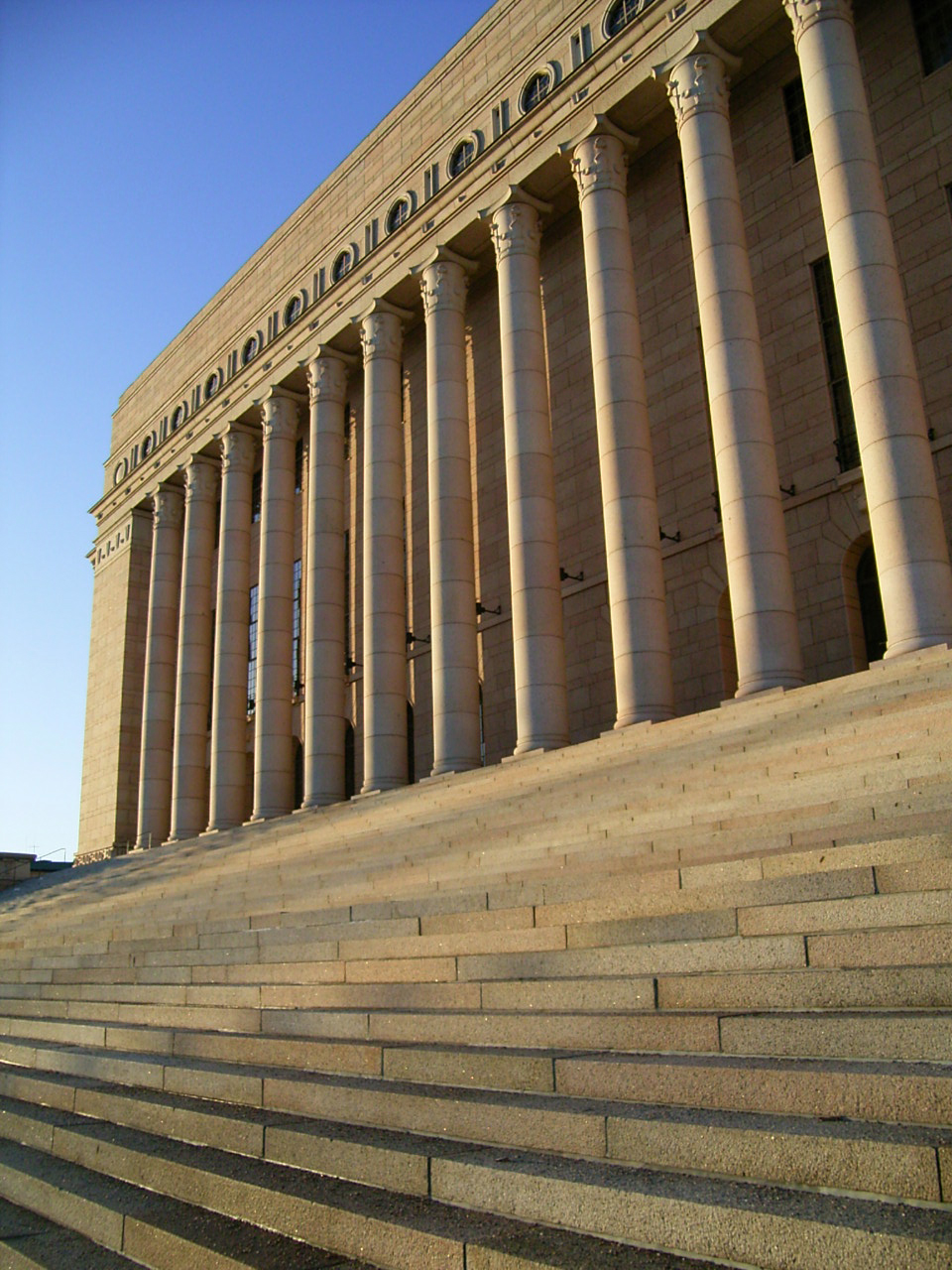
Las legislaturas son una institución política importante. En la foto aparece el Parlamento de Finlandia.

La política es el conjunto de actividades que se asocian con la toma de decisiones en grupo, u otras formas de relaciones de poder entre individuos, como la distribución de recursos o el estatus. También es el arte, doctrina o práctica referente al gobierno de los Estados, promoviendo la participación ciudadana al poseer la capacidad de distribuir y ejecutar el poder según sea necesario para garantizar el bien común en la sociedad.
El término puede usarse positivamente en el contexto de una «solución política» que sea comprometedora y no violenta, o descriptivamente como «el arte o la ciencia del gobierno», pero a menudo también tiene una connotación negativa. Por ejemplo, el abolicionista Wendell Phillips declaró que «no jugamos a la política; la lucha contra la esclavitud no es una broma para nosotros». El concepto se ha definido de diversas maneras, y los diferentes enfoques tienen puntos de vista fundamentalmente diferentes sobre si debe usarse de manera extensiva o limitada, empírica o normativa, y sobre si el conflicto o la cooperación son más esenciales para él.
En la política se implementan una variedad de métodos, que incluyen promover las propias opiniones políticas entre las personas, negociar con otros sujetos políticos, hacer leyes y ejercer la fuerza, incluida la guerra contra los adversarios. La política se ejerce en una amplia gama de niveles sociales, desde clanes y tribus de sociedades tradicionales, pasando por gobiernos locales, empresas, instituciones modernas y estados soberanos, hasta el nivel internacional. En los estados nacionales modernos, la gente a menudo forma partidos políticos para representar sus ideas. Los miembros de un partido acuerdan adoptar la misma posición en muchos temas y aceptan apoyar proyectos de ley y sus líderes. Una elección suele ser una competencia entre diferentes partidos. Un sistema político es el marco que define métodos políticos aceptables dentro de una sociedad.
La ciencia política constituye una rama de las ciencias sociales que se ocupa de la actividad en virtud de la cual una sociedad, compuesta por seres humanos libres, resuelve los problemas que le plantea su convivencia colectiva.

## Etimología
En español política tiene sus raíces en el nombre de la obra clásica de Aristóteles, Politiká, que introdujo el término del Griego (Πολιτικά, 'asuntos de las ciudades'). A mediados del siglo XV, la composición de Aristóteles se traduciría en inglés moderno temprano como Polettiques [sic], que se convertiría en Politics en inglés moderno.
El vocablo política se atestigua en la primera traducción al castellano de 1584 por Simón Abril de "Política" de Aristóteles a su vez tomado de politicus, una Latinización del griego πολιτικός de πολίτης (polites, 'ciudadano') y πόλις (ninguna: polis, lit. 'ciudad').

## Definiciones

### Concepto amplio
Una definición más amplia (acuñada de diversas lecturas) nos haría definir la política como toda actividad, arte, doctrina u opinión, cortesía o diplomacia, tendentes a la búsqueda, al ejercicio, a la modificación, al mantenimiento, a la preservación o a la desaparición del poder público.
En esta amplia definición se puede observar claramente al objeto de la ciencia política, entendido como el poder público sustraído de la convivencia humana, ya sea de un Estado, ya sea de un grupo social: una empresa, un sindicato, una escuela, una iglesia, etcétera.
Es por ello que cuando se utiliza la definición más amplia de «política», se suele aclarar que esta es una actividad de la que es muy difícil sustraerse, por encontrarse en casi todos los ámbitos de la vida humana.

### Concepto restringido
Una definición más estricta, propondría que la política es únicamente el resultado expreso oficialmente en las leyes de convivencia en un determinado Estado.
Definición que restringe a la vida de las agrupaciones y organizaciones no estatales, limitándolas únicamente a las disposiciones legales de sus Estados.
Una perspectiva opuesta contempla la política un sentido ético, como una disposición a obrar en una sociedad utilizando el poder público organizado para lograr objetivos provechosos para el grupo. Así las definiciones posteriores del término han diferenciado poder como forma de acuerdo y decisión colectiva, de fuerza como uso de medidas coercitivas o la amenaza de su uso.
Una definición intermedia, que abarque a las otras dos, debe incorporar ambos momentos: medio y fin, violencia e interés general o bien común. Podría ser entendida como la actividad de quienes procuran obtener el poder, retenerlo o ejercitarlo con vistas a un fin que se vincula al bien o con el interés de la generalidad o pueblo.
Gramsci concebía la ciencia de la política tanto en su contenido concreto como en su formación lógica, como un organismo en desarrollo. Al comparar a Maquiavelo con Bodin afirma que este crea la ciencia política en Francia en un terreno mucho más avanzado y complejo que Maquiavelo y que a Bodin no le interesa el momento de la fuerza, sino el del consenso. En la misma página Gramsci opina que el primer elemento, el pilar de la política, "es el que existen realmente gobernados y gobernantes, dirigentes y dirigidos. Toda la ciencia y el arte político se basa en este hecho primordial, irreductible (en ciertas condiciones generales)".
El ejercicio de la política permite gestionar los activos del estado nacional, también resuelve conflictos dentro de las sociedades adscritas a un estado específico lo que permite la coherencia social, las normas y leyes que determine la actividad política se vuelven obligatorias para todos los integrantes del estado nacional de donde proceden tales disposiciones.
Frank Goodnow hace una especial acentuación sobre la función de la política que corresponde a la voluntad del Estado. Esta se complementa en su ejecución a través del gobierno. La política solo es funcional cuando permite poner reglas entre los gobernantes y los gobernados, los cuales son doblegados a la voluntad de las acciones que se desean orientar con el propósito de alcanzar un determinado fin. A su vez, en la era moderna, la política ha logrado agrandar el espectro de conflicto en la vida privada y publica de los ciudadanos, debido a la voluntad de promover intereses individuales y colectivos.

## Historia
La historia del pensamiento político se remonta a la antigüedad temprana, con obras seminales como la República de Platón, la Política de Aristóteles, Arthashastra de Chanakya, así como las obras de Confucio.

### Prehistoria
Frans de Waal argumentó que ya los chimpancés se dedican a la política a través de la "manipulación social para asegurar y mantener posiciones influyentes. " Las primeras formas humanas de organización social -bandas y tribus- carecían de estructuras políticas centralizadas. A veces se les denomina Sociedades sin Estado.

### Estados primitivos
En la historia antigua, las civilizaciones no tenían límites definidos como los estados actuales, y sus fronteras podrían describirse más exactamente como fronteras. Sumeria Dinástica Temprana, y Egipto Dinástico Temprano fueron las primeras civilizacioness en definir sus fronteras. Además, hasta el siglo XII, muchos pueblos vivían en sociedades no estatales. Éstas van desde la bandas y tribus relativamente igualitarias hasta las jefaturas complejas y altamente estratificadas.

#### Formación del Estado
Hay una serie de teorías e hipótesis diferentes sobre la formación temprana del Estado que buscan generalizaciones para explicar por qué el Estado se desarrolló en algunos lugares pero no en otros. Otros creen que las generalizaciones no son útiles y que cada caso de formación de un estado temprano debe tratarse por separado.
Las teorías voluntarias sostienen que diversos grupos de personas se unieron para formar estados como resultado de algún interés racional compartido. Las teorías se centran en gran medida en el desarrollo de la agricultura, y en la presión demográfica y organizativa que siguió y dio lugar a la formación de estados. Una de las teorías más destacadas sobre la formación temprana y primaria del Estado es la hipótesis hidráulica, que sostiene que el Estado fue el resultado de la necesidad de construir y mantener proyectos de irrigación a gran escala.
Las 'Teorías del conflicto de la formación de los estados consideran que el conflicto y el dominio de una población sobre otra son la clave de la formación de los estados. En contraste con las teorías voluntarias, estos argumentos creen que las personas no acuerdan voluntariamente crear un estado para maximizar los beneficios, sino que los estados se forman debido a alguna forma de opresión de un grupo sobre otros. A su vez, algunas teorías sostienen que la guerra fue fundamental para la formación del Estado.

#### Historia antigua
Los primeros estados de tipo fueron los de Sumer Dinástico Temprano y Egipto Dinástico Temprano, que surgieron del período Uruk y del Egipto Predinástico respectivamente alrededor del año 3000 a. C. El Egipto dinástico temprano tenía su base en torno al río Nilo en el noreste de África, las fronteras del reino se basaban en el Nilo y se extendían a las zonas donde existían oasis. La Sumer dinástica temprana estaba situada en el sur de Mesopotamia con sus fronteras extendidas desde el Golfo Pérsico hasta partes del Éufrates y Tigris.
Aunque las formas de Estado existían antes del surgimiento del imperio de la Antigua Grecia, los griegos fueron el primer pueblo conocido que formuló explícitamente una filosofía política del Estado y que analizó racionalmente las instituciones políticas. Antes de esto, los estados se describían y justificaban en términos de mitos religiosos.
Varias innovaciones políticas importantes de la antigüedad clásica vinieron de las ciudades-estado griegas (polis) y de la República Romana. Las ciudades-estado griegas anteriores al siglo IV concedían derechos de ciudadanía a su población libre; en Atenas estos derechos se combinaron con una forma de gobierno democrática directa que tendría una larga vida en el pensamiento político y en la historia.

### Estados modernos

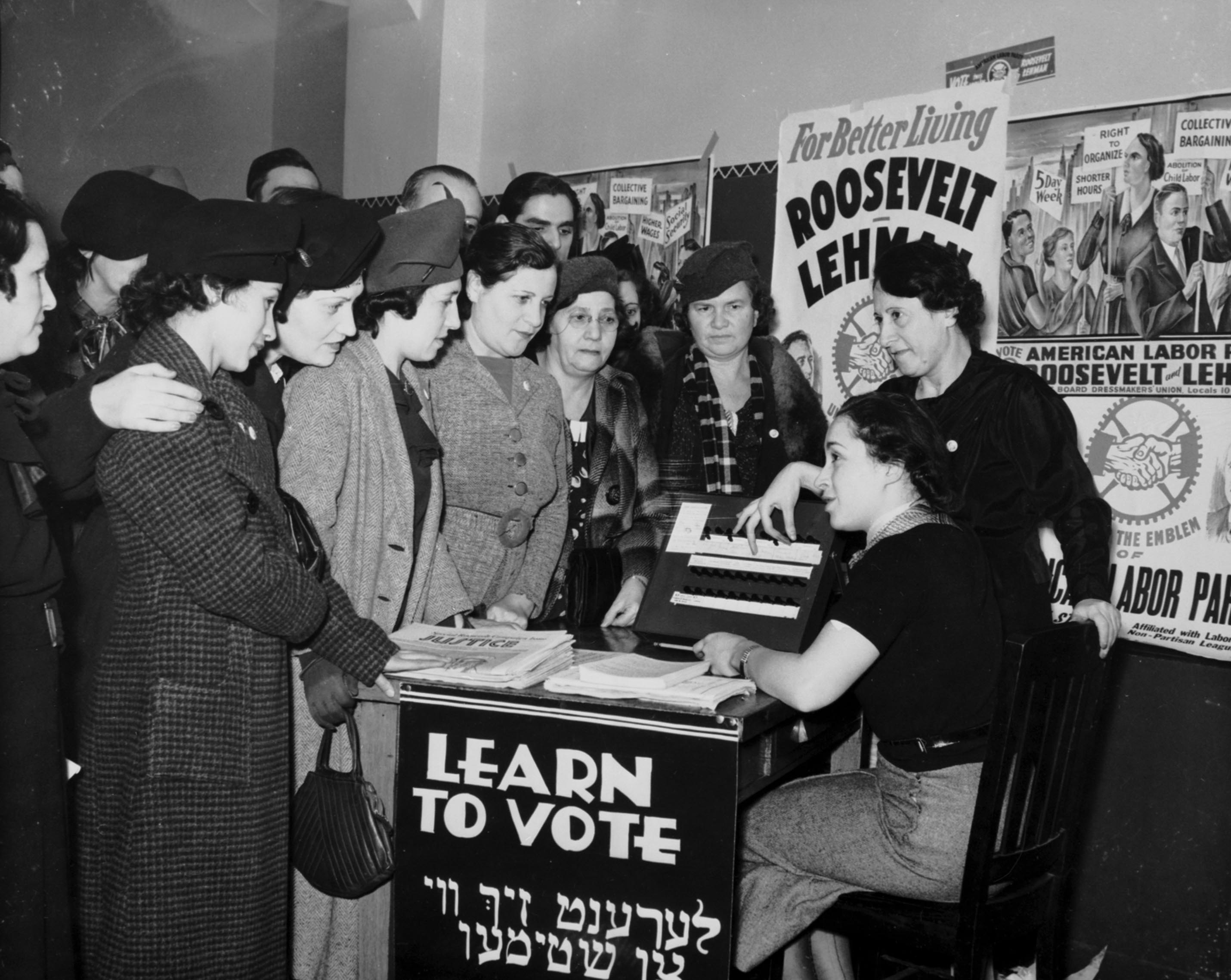
Presentación de mujeres votantes (1935)

La Paz de Westfalia (1648) es considerada por científicos políticos como el inicio del sistema internacional moderno, en el que las potencias externas deben evitar interferir en los asuntos internos de otro país. El principio de no injerencia en los asuntos internos de otros países fue expuesto a mediados del siglo XVIII por el jurista suizo Emer de Vattel. Los Estados se convirtieron en los principales agentes institucionales de un sistema de relaciones interestatales. Se dice que la Paz de Westfalia puso fin a los intentos de imponer una autoridad supranacional a los Estados europeos. La doctrina "westfaliana" de los estados como agentes independientes se vio reforzada por el auge en el pensamiento del siglo XIX del nacionalismo, en virtud del cual se asumía que los estados legítimos Estados se correspondían con las naciones', es decir, con grupos de personas unidas por la lengua y la cultura.

## Ciencia política
La ciencia política es el estudio científico de la política. Es una ciencia social que se refieren a los sistemas de gobierno y el poder, y el análisis de actividades políticas, pensamientos políticos, el comportamiento político y asociados constituciones y leyes.
La ciencia política moderna generalmente se puede dividir en tres subdisciplinas de política comparada, relaciones internacionales y teoría política. Otras subdisciplinas notables son las políticas públicas y la administración, la política interna y el gobierno (a menudo estudiados dentro de la política comparada), la economía política y la metodología política. [3] Además, la ciencia política está relacionada y se basa en los campos de la economía, el derecho, la sociología, la historia, la filosofía, geografía humana, periodismo, antropología política, psicología y política social.
La ciencia política es metodológicamente diversa y se apropia de muchos métodos que se originan en la psicología, la investigación social y la neurociencia cognitiva. Los enfoques incluyen el positivismo, el interpretivismo, la teoría de la elección racional, el conductismo, el estructuralismo, el postestructuralismo , el realismo, el institucionalismo y el pluralismo. La ciencia política, como una de las ciencias sociales, utiliza métodos y técnicas que se relacionan con los tipos de investigaciones buscadas: fuentes primarias , como documentos históricos y registros oficiales, fuentes secundarias, como artículos de revistas académicas, investigación de encuestas, análisis estadístico, estudios de casos, investigación experimental y construcción de modelos.

## Sistemas políticos

### Formas de gobierno
Forma de gobierno, régimen de gobierno o sistema de gobierno, modelo de gobierno o régimen político, son algunas de las diversas maneras de nombrar un concepto esencial de la ciencia política y la teoría del Estado o derecho constitucional.
Hace referencia al modelo de organización del poder constitucional que adopta un Estado en función de la relación existente entre los distintos poderes. La manera en la que se estructura el poder político para ejercer su autoridad en el Estado, coordinando todas las instituciones que lo forman, hace que cada forma de gobierno precise de unos mecanismos de regulación que le son característicos. Estos modelos políticos varían de un estado a otro y de una época histórica a otra. Su formulación se suele justificar aludiendo a muy diferentes causas: estructurales o idiosincrásicas (imperativos territoriales, históricos, culturales, religiosos, etc.) o coyunturales (períodos de crisis económica, catástrofes, guerras, peligros o "emergencias" de muy distinta naturaleza, vacíos de poder, falta de consenso o de liderazgo, etc.); pero siempre como plasmación política de un proyecto ideológico.
La denominación correspondiente a la forma o modelo de gobierno (además de referencias a la forma de Estado, que indica la estructura territorial) suele incluso incorporarse al nombre o denominación oficial del Estado, con términos de gran diversidad y que, aunque proporcionan cierta información sobre lo que proclaman, no responden a criterios comunes que permitan definir por sí solos su régimen político. Por ejemplo: Estado Plurinacional de Bolivia, Estados Unidos Mexicanos, República Bolivariana de Venezuela, Reino de España, Principado de Andorra, Gran Ducado de Luxemburgo, Federación Rusa, República Popular Democrática de Corea, Emiratos Árabes Unidos o República Islámica de Irán.  Entre los doscientos estados, solo hay dieciocho que no añaden ninguna palabra más a su nombre oficial, como por ejemplo: Jamaica; mientras que once solo indican que son "estados". La forma más común es república, seguida de la monarquía.
Hay muy distintas nomenclaturas para denominar las distintas formas de gobierno, desde los teóricos de la Antigüedad hasta la Edad Contemporánea; en la actualidad suelen utilizarse de forma habitual tres tipos de clasificaciones:
- El carácter electivo o no de la jefatura de Estado define una clasificación, entre repúblicas (electiva) y monarquías (no electiva).
- El grado de libertad, pluralismo y participación política define otra clasificación, entre sistemas democráticos, autoritarios, y totalitarios, según permitan en mayor o menor grado el ejercicio de la discrepancia y la oposición política o bien niegan más o menos radicalmente la posibilidad de disidencia (estableciendo un régimen de partido único, o distintos tipos de regímenes excepcionales, como las dictaduras o las juntas militares); a su vez el sistema electoral por el que en los sistemas participativos se expresa la voluntad popular ha tenido muy diversas conformaciones históricas (democracia directa o asamblearia, democracia indirecta o representativa, sufragio censitario o restringido, sufragio universal masculino o de ambos sexos, diferentes determinaciones de la mayoría de edad, segregación racial, inclusión o no de los inmigrantes, y otros), así como muy distintas maneras de alterarlo o desvirtuarlo (burgo podrido, gerrymandering, fraude electoral, pucherazo).
- La relación existente entre la jefatura del Estado, el gobierno y el parlamento define otra clasificación más, entre presidencialismos y parlamentarismos (con muchos grados o formas mixtas entre uno y otro).

## Doctrinas e ideologías políticas
El concepto de doctrina política (tendencia política o corriente política) sirve para distinguir entre partidos o movimientos políticos, así como para identificar subdivisiones dentro de ellos. Cada corriente política se define por los principios y valores que defiende y por las figuras representativas que los encarnan.
Por otro lado, los movimientos y partidos políticos son asociaciones de personas organizadas con fines políticos. Sin embargo, hay diferencias clave en su funcionamiento.
Los movimientos políticos realizan acciones políticas que pueden ser de alcance general o específico, pero no siempre buscan representación electoral. Esto puede deberse a la falta de acceso a recursos electorales o simplemente a que no consideran necesario participar en el sistema institucional para cumplir sus objetivos.

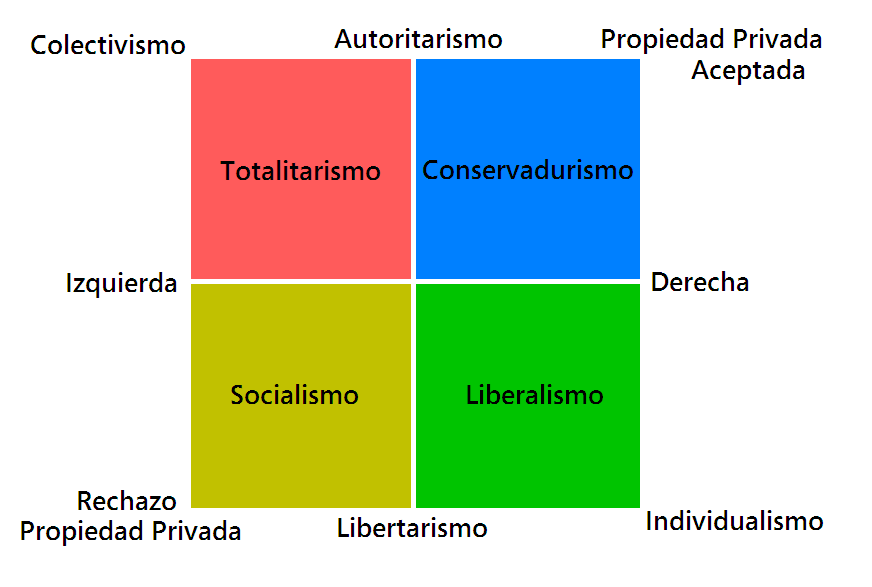
Esquema bidimensional que muestra las ideologías principales dentro del espectro político. En rojo el totalitarismo o estatismo, en azul el capitalismo antiguo o conservadurismo tradicionalista, en amarillo el totalismo o socialismo, en verde el liberalismo o capitalismo después de las revoluciones burguesas. El eje vertical corresponde al eje moral (autoritarismo-libertarismo) y el eje horizontal al eje económico (izquierda-derecha).

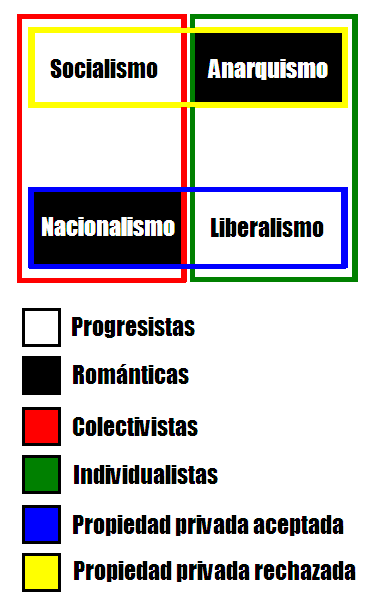
Otra clasificación de las ideologías políticas según Luetich.

Todas las ideologías políticas se agrupan en torno a dos dimensiones que son la económica y la social. La dimensión económica está integrada por dos ideologías opuestas, izquierda-derecha, que forman una línea horizontal y la dimensión social está integrada por otras dos ideologías opuestas, autoritarismo-libertarismo, que forman una línea vertical. Juntas estas dos dimensiones integran un mapa ideológico en el cual podemos encontrar cuatro grandes sistemas como el totalitarismo, conservadurismo, socialismo y el liberalismo, y el punto en donde se cruzan las dos líneas se considera como el centro político.
No obstante, ante la emergencia de problemáticas actuales como el problema ecológico y culturales como el multiculturalismo y la globalización diversos autores muy variados proponen otros sistemas de clasificación basados en premisas que Nolan no previó en su típica clasificación bidimensional.  También existen clasificaciones alternativas a las de Nolan elaboradas por personas del ámbito cultural latino como Andrés Ariel Luetich.

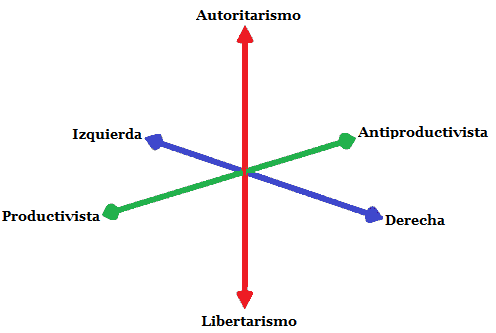
Clasificación tridimensional de la política según Florent Marcellesi. Eje rojo «autoritarismo-libertarismo»; eje azul «derecha-izquierda»; eje verde «productivista-antiproductivista».

Otras clasificaciones sobre las interacciones culturales e históricas
1. Progresistas versus románticas.[47]
2. Aculturación política versus rechazo de la aculturación (globalismo versus nacionalismos).[51]

Otras clasificaciones sobre la estructura social
1. Colectivistas versus individualistas.[47]
2. Elitismo versus pluralismo (gobiernos no democráticos versus democracias).[51]

Otras clasificaciones sobre la propiedad y los medios de producción
1. Rechazo versus aceptación de la propiedad privada.[47]
2. Productivistas versus anti-productivistas.[52]

### Cultura política
Por cultura política se entiende el conjunto de conocimientos, evaluaciones y actitudes que una población determinada manifiesta frente a diversos aspectos de la vida y el sistema político en el que se inserta. Abarca tanto los ideales políticos como las normas operativas de un gobierno, y es el producto tanto de la historia de un sistema político como de las historias de los miembros de este.
La cultura política es un concepto profusamente utilizado en la ciencia política desde la década de 1960 a la actualidad, como un modelo alternativo a las premisas marxistas sobre la política. En las últimas décadas, la difusión de estudios efectuados a través de encuestas transnacionales y la multiplicación de estudios de caso, han permitido reunir información sistemática sobre la cultura política de sociedades de todos los niveles de desarrollo y tradiciones culturales.

## Niveles de política

### Macropolítica
La macropolítica puede describir cuestiones políticas que afectan a todo un sistema político (por ejemplo, el estado nacional) o hacer referencia a interacciones entre sistemas políticos (por ejemplo, relaciones internacionales).
La política global (o política mundial) cubre todos los aspectos de la política que afectan a múltiples sistemas políticos, es decir, en la práctica, cualquier fenómeno político que cruce las fronteras nacionales. Esto puede incluir ciudades, estados-nación, corporaciones multinacionales, organizaciones no gubernamentales y/u organizaciones internacionales. Un elemento importante son las relaciones internacionales: las relaciones entre los Estados-nación pueden ser pacíficas cuando se llevan a cabo a través de la diplomacia , o pueden ser violentas, lo que se describe como guerra. Los Estados que pueden ejercer una fuerte influencia internacional se denominan superpotencias , mientras que los menos poderosos pueden denominarse regionales.o potencias medias. El sistema internacional de poder se llama orden mundial , que se ve afectado por el equilibrio de poder que define el grado de polaridad en el sistema. Los poderes emergentes son potencialmente desestabilizadores para él, especialmente si muestran revanchismo o irredentismo.
La política dentro de los límites de los sistemas políticos, que en el contexto contemporáneo corresponden a las fronteras nacionales , se conoce como política interna . Esto incluye la mayoría de las formas de política pública , como la política social , la política económica o la aplicación de la ley , que son ejecutadas por la burocracia estatal .

### Mesopolítica
La mesopolítica describe la política de las estructuras intermedias dentro de un sistema político, como los partidos o movimientos políticos nacionales .
Un partido político es una organización política que normalmente busca alcanzar y mantener el poder político dentro del gobierno , por lo general participando en campañas políticas , actividades de divulgación educativa o acciones de protesta . Los partidos suelen abrazar una ideología o visión expresada , reforzada por una plataforma escrita con objetivos específicos, formando una coalición entre intereses dispares.
Los partidos políticos dentro de un sistema político particular forman juntos el sistema de partidos , que puede ser multipartidista, bipartidista, de partido dominante o de un solo partido, según el nivel de pluralismo. Esto se ve afectado por las características del sistema político, incluido su sistema electoral. De acuerdo con la ley de Duverger, es probable que los sistemas de “ primero después del poste” conduzcan a sistemas bipartidistas, mientras que los sistemas de representación proporcional tienen más probabilidades de crear un sistema multipartidista.

### Micropolítica
La micropolítica describe las acciones de los actores individuales dentro del sistema político. Esto se describe a menudo como participación política. La participación política puede adoptar muchas formas, entre ellas:
- Activismo
- Boicotear
- Desobediencia civil
- Demostración
- Petición
- Piquetes
- Huelga
- Resistencia fiscal
- Votar (o su contrario, abstencionismo )

## Valores políticos

### Democracia
La democracia (del griego: δημοκρατία dēmokratía, dēmos, "pueblo" y kratos, "poder") es una forma de organización social y política presentada en el platonismo y aristotelismo que atribuye la titularidad del poder al conjunto de la ciudadanía. En sentido estricto, la democracia es un tipo de organización del Estado en el cual las decisiones colectivas son adoptadas por el pueblo mediante herramientas de participación directa o indirecta que confieren legitimidad a sus representantes. En sentido amplio, democracia es una forma de convivencia social en la que los miembros son libres e iguales y las relaciones sociales se establecen conforme a mecanismos contractuales.
La democracia se puede definir a partir de la clasificación de las formas de gobierno realizada por Platón, primero y Aristóteles, después, en tres tipos básicos: monarquía (gobierno de uno), aristocracia (gobierno «de los mejores» para Platón, «de los menos», para Aristóteles), democracia (gobierno «de la multitud» para Platón y «de los más», para Aristóteles).
Hay democracia indirecta o representativa cuando las decisiones políticas son adoptadas por personas reconocidas por el pueblo como sus representantes.
Hay democracia participativa cuando se aplica un modelo político que facilita a los ciudadanos su capacidad de asociarse y organizarse de tal modo que puedan ejercer una influencia directa en las decisiones públicas o cuando se facilita a la ciudadanía amplios mecanismos plebiscitarios consultivos.
Finalmente hay democracia directa cuando las decisiones son adoptadas directamente por los miembros del pueblo, mediante plebiscitos y referéndums vinculantes, elecciones primarias, facilitación de la iniciativa legislativa popular y votación popular de leyes, concepto que incluye la democracia líquida.
Estas tres formas no son excluyentes y suelen integrarse como mecanismos complementarios en algunos sistemas políticos, aunque siempre suele haber un mayor peso de una de las tres formas en un sistema político concreto.

### Igualdad social
Igualdad social es la característica de aquellos estados en los que todos sus individuos o ciudadanos sin exclusión, alcanzan en la práctica la realización de todos los derechos humanos, fundamentalmente los derechos civiles y  políticos, así como los derechos económicos, sociales y culturales necesarios para alcanzar una verdadera justicia social.
La igualdad social supone el reconocimiento de la igualdad ante la ley, la igualdad de oportunidades así como la igualdad de resultados civiles, políticos, económicos y sociales.

### Libertad
La libertad política (también conocida como autonomía política o agencia política) es un concepto central en la historia y el pensamiento político y una de las características más importantes de las sociedades democráticas. La libertad política se describió como la ausencia de opresión o coerción, la ausencia de condiciones incapacitantes para un individuo y el cumplimiento de las condiciones propicias, o la ausencia de condiciones de vida de coacción, por ejemplo, coacción económica, en una sociedad. Aunque la libertad política a menudo se interpreta negativamentecomo la ausencia de restricciones externas irrazonables a la acción, también puede referirse al ejercicio positivo de derechos, capacidades y posibilidades de acción y al ejercicio de derechos sociales o grupales. El concepto también puede incluir la libertad de restricciones internas sobre la acción política o el discurso (por ejemplo, conformidad social, coherencia o comportamiento no auténtico). El concepto de libertad política está estrechamente relacionado con los conceptos de libertades civiles y derechos humanos , que en las sociedades democráticas suelen gozar de protección legal por parte del Estado.

## Disfunción política

### Corrupción política
La corrupción política es un fenómeno criminal que consiste en la actuación intencionalmente indebida de funcionarios y autoridades públicas, usualmente en connivencia, o por indicación, o presión de personas físicas ajenas al Estado, empresas privadas o extranjeras y grupos de poder, haciendo uso de los recursos del Estado a los que tienen acceso, para conseguir un beneficio ilegítimo, generalmente de forma secreta.
Según Hernández Gómez (2018), la corrupción se define como «toda violación o acto desviado, de cualquier naturaleza, con fines económicos o no, ocasionada por la acción u omisión de los deberes institucionales, de quien debía procurar la realización de los fines de la administración pública y que en su lugar los impide, retarda o dificulta». Por esta razón se puede hablar del nivel de corrupción o de transparencia de un Estado legítimo.
Las formas de corrupción varían, pero las más comunes son el uso ilegítimo de información privilegiada y el patrocinio; además de los sobornos, el tráfico de influencias, la evasión fiscal, las extorsiones, los fraudes, la malversación, la prevaricación, el caciquismo, el compadrazgo, la cooptación, el nepotismo, la impunidad y el despotismo. La corrupción facilita a menudo otro tipo de hechos criminales como el narcotráfico, el lavado de dinero, la prostitución ilegal y la trata de personas, aunque por cierto no se restringe a estos crímenes organizados y no siempre apoya o protege otros crímenes.